# دژانا بوتولیجا
دژانا بوتولیجا (سیریلیک صربی: Дајана Бутулија؛ زادهٔ ۲۳ فوریهٔ ۱۹۸۶) بازیکن بسکتبال اهل صربستان است.
وی در مسابقات کشوری و بین‌المللی در مجموع برندهٔ ۱ مدال طلا، ۱ مدال نقره، ۲ مدال برنز شده‌است.